# HMS Comet (H00)
«Комет» (H00) (англ. HMS Comet (H00) — військовий корабель, ескадрений міноносець типу «C» Королівських військово-морських флотів Великої Британії та Канади за часів Другої світової війни.

## Історія створення
Есмінець «Комет» закладений 12 вересня 1930 року на верфі HMNB Portsmouth у Портсмуті. 30 вересня 1931 року він був спущений на воду, а 2 червня 1932 року увійшов до складу Королівських ВМС Великої Британії.

## Історія служби
Під час Другої італо-ефіопської війни корабель діяв в акваторії Червоного моря для моніторингу дій італійського флоту. У 1938 році проданий Королівському військово-морському флоту Канади та перейменований на «Рестігуш» (H00). З початком Другої світової війни залучався до охорони канадського узбережжя та супроводження транспортних конвоїв через Атлантику.